# 2408 Astapovich
2408 Astapovich (1978 QK1) là một tiểu hành tinh vành đai chính được phát hiện ngày 31 tháng 8 năm 1978 bởi Chernykh, N. ở Nauchnyj.